# 542
542(오백사십이)는 541보다 크고 543보다 작은 자연수다.

## 수학
- 합성수로, 그 약수는 1, 2, 271, 542이다. 진약수의 합은 274이므로, 542는 부족수다.

## 과학·기술
- NGC 542(영어판): 안드로메다자리에 있는 나선은하.
- 542 수잔나(영어판): 소행성.
- 글리제 542: 센타우루스자리 방향에 있는 오렌지색 준거성.
- 포르쉐 542(영어판): 포르쉐의 프로토타입 자동차.

## 교통

### 철도
- 수도권 전철 5호선 답십리역의 역번호.

### 도로
- 아우토반 542호선(영어판, 독일어판): 독일의 고속도로.

## 군사
- LST-542: 제2차 세계 대전에 사용된 미국의 전차상륙함 중 선두함인 USS 첼란 카운티(영어판)의 번호.
- U-542(영어판): 제2차 세계 대전에 사용된 나치 독일의 군용 잠수함.

## 문화유산
- 대한민국의 보물 제542호: 홍천 물걸리 석조비로자나불좌상
- 대한민국의 사적 제542호: 남원 유곡리와 두락리 고분군

## 방송
- KT HCN의 CBS TV 채널 번호.

## 기타
- 연도: 542년, 기원전 542년